# Parorthacris somalica
Parorthacris somalica is een rechtvleugelig insect uit de familie Pyrgomorphidae. De wetenschappelijke naam van deze soort is voor het eerst geldig gepubliceerd in 1958 door Dirsh.